# 髙田周平
髙田 周平（たかだ しゅうへい、1985年6月3日 - ）は、兵庫県西宮市出身の元プロ野球選手（投手）。左投左打。NPBでは育成選手であった。現在は阪神タイガースの打撃投手。

## 経歴

### プロ入り前
実家は3歳の時まで甲子園駅前にあったため、1985年に阪神タイガースが日本一となった際には、連日自宅で聞こえる熱狂的な歓声を子守唄にして育った。
小学4年生のときに野球を始める。この頃から投手で、高須南ボブキャッツ・武庫川イーグルスに所属していた。小学6年生で中学受験に専念するために一度野球を辞めたが、関西創価中学校入学後に再開。
中学の野球部引退後、高校の野球部寮に入寮するまでの期間、毎晩帰宅後の自主トレーニングを欠かさずに続けた。通学に2時間ほどかかる学校に通っていたので、野球部の練習を終え帰宅した頃には22時で、その後ストレッチ、ランニングなどのトレーニングに数時間を費やし、夕食を済ませ、床に就くころには深夜2時であったという。朝は5時半に起床し通学。しかし授業中は断固として居眠りをしないという生活を送っていた。
関西創価高校時代は野間口貴彦とも共にプレーしていた。自身3年時はエースとしてチームを牽引していたが、夏の大阪大会直前に疲労骨折でコンディションを崩し、浪速高校に二回戦で敗退。2年半ぶりの甲子園出場を逃した。
高校卒業後は創価大学に進学。その後、創価大は4年間で東京新大学野球連盟リーグ8連覇（2003年秋～2007年春）、明治神宮大会出場2回、全日本大学野球選手権大会4年連続出場（3年連続ベスト4）という成績だったが、高田自身はレギュラーメンバーに入ったり外れたりの繰り返しだったため、大学時代は実戦で投げることはほとんどなく、公式戦登板は4年間でゼロだった。引退後、同期の小早川伸仁、田中隆彦と共にプロ志望届を提出するも、3人ともドラフトにはかからず、髙田はBCリーグ・信濃グランセローズのトライアウトを経て信濃に入団した。

### 信濃時代
2008年はホーム開幕戦で先発を任された。新人ながらエースとして唯一1年間フル稼働し、141回2/3を投げてWHIPは1.19だった。5月3日の初完投試合は同時に初無四球完封試合となった。初勝利は5月17日（1失点完投）。それまでの5試合で42回1/3を投げて防御率1.06だったが、打撃の援護がなく5度目の登板でようやく初勝利を掴んだ。
2009年は4月11日の初戦で開幕投手として登板した。前シーズン同様主に先発として登板したが、6月は一時的にリリーフにまわり6月14日に自身初セーブを記録した。球速は最速で147 km/hと昨シーズンのそれよりも15km/h近く増した。奪三振数も飛躍的に伸び、127イニングを投げ119奪三振と前季の85を大きく上回った。与四球は昨シーズンよりも格段に減り、防御率は2年連続2点台の好成績を残した。
2009年の育成ドラフトで阪神から1位指名を受け、11月22日に支度金200万円・年俸300万円で仮契約した。BCリーグから阪神に入団した選手は野原祐也に次ぐ2人目である。

### 阪神時代
2010年はウエスタン・リーグで10試合に登板したが、2011年はわずか3試合の登板に終わり、10月9日に戦力外通告を受けた。11月7日、自由契約公示された。

### 信濃復帰
2012年、信濃グランセローズに復帰した。同年シーズンは、主に先発投手として起用され8勝を挙げたが、同年オフ、現役を引退した。

### 現役引退後
現在は、阪神タイガースの打撃投手を務める。

## 詳細情報

### 年度別投手成績
- 一軍公式戦出場なし

### 独立リーグでの投手成績
| 年 度   | 球 団   | 登 板 | 完 投 | 完 封 | 無 四 球 | 勝 利 | 敗 戦 | セ 丨 ブ | 勝 率 | 打 者 | 投 球 回 | 球 数 | 被 安 打 | 被 本 塁 打 | 与 四 球 | 与 死 球 | 奪 三 振 | 暴 投 | ボ 丨 ク | 失 点 | 自 責 点 | 投 手 失 策 | W H I P | 奪 三 振 率 | 防 御 率 |
| ------- | ------- | ----- | ----- | ----- | -------- | ----- | ----- | -------- | ----- | ----- | -------- | ----- | -------- | ----------- | -------- | -------- | -------- | ----- | -------- | ----- | -------- | ----------- | ------- | ----------- | -------- |
| 2008    | 信濃    | 24    | 6     | 1     | 1        | 4     | 8     | 0        | .333  | 590   | 141.2    | 2107  | 117      | 2           | 52       | 9        | 85       | 5     | 1        | 52    | 36       | 3           | 1.19    | 5.40        | 2.29     |
| 2009    | 信濃    | 27    | 5     | 2     | 0        | 7     | 9     | 2        | .438  | 548   | 127.0    | 2072  | 121      | 8           | 38       | 12       | 119      | 7     | 0        | 53    | 42       | 1           | 1.25    | 8.43        | 2.98     |
| 2012    | 信濃    | 28    | 2     | 0     | 0        | 8     | 9     | 0        | .471  | 615   | 145.2    | 2165  | 134      | 2           | 47       | 13       | 72       | 2     | 0        | 55    | 47       | 0           | 1.25    | 4.46        | 2.90     |
| 通算3年 | 通算3年 | 79    | 13    | 3     | 1        | 19    | 26    | 2        | .414  | 1753  | 414.1    | 6344  | 372      | 12          | 137      | 34       | 276      | 14    | 1        | 160   | 125      | 4           | 1.23    | 6.10        | 2.72     |

- 各年度の太字はリーグ最高

### 独立リーグでの記録
- 初登板・初先発：2008年4月20日、対群馬ダイヤモンドペガサス2回戦（群馬県立敷島公園野球場）
- 初奪三振：同上
- 初完投・初完封：2008年5月3日、対石川ミリオンスターズ1回戦（松本市野球場）
- 初勝利：2008年5月17日、対富山サンダーバーズ1回戦（長野県営上田野球場）、9回1失点完投
- 初セーブ：2009年6月14日、対新潟アルビレックス・ベースボール・クラブ11回戦（広神野球場）

### 背番号
- 32 （2008年 - 2009年）
- 123 （2010年 - 2011年）
- 19 （2012年）
- 104 （2013年 - ）

### 登場曲
- 「BATTLE FUNKASTIC」HOTEI vs RIP SLYME（2008年）
- 「So What」P!nk（2009年）
- 「American Idiot」Green Day（2010年）